# Слима
Слима (на малтийски: Tas-Sliema) е град в североизточната част на Малта. Населението му е около 16 854 души (31 март 2014).
Разположен е на 41 метра надморска височина на брега на Малтийския проток на километър и половина северозападно от центъра на столицата Валета.
Местният футболен отбор е „Слима Уондърърс“.

## Известни личности
Родени в Слима
- Робърт Абела (р. 1977), политик
- Дафне Каруана Галиция (1964 – 2017), журналистка
- Енцо Гузман (р. 1947), музикант